# フランク・ケルソー2世
フランク・ベントン・ケルソー2世（Frank Benton Kelso II、1933年7月11日 - 2013年6月23日）は、アメリカ合衆国の海軍軍人。最終階級は海軍大将。第24代アメリカ海軍作戦部長。

## 経歴
テネシー州ファイエットビルで生まれ、1952年に海軍兵学校入学、1956年に卒業し海軍に入隊する。「AKA-100 オグルソープ」乗り組みの後、海軍潜水艦学校に入校した。
教育修了後、「SS-302 サバーロ」に乗り組み、1960年1月に原子力艦対応訓練を受けるため再び海軍潜水艦学校に入校。1年後に新造艦「SSN-603 ポラック」乗り組み、「SSBN-626 ダニエル・ウェブスター」と「SSN-590 スカルピン」には技術士官として乗り組み勤務する。
1969年1月から1971年8月までは海軍原子力学校で勤務、「SSN-670 フィンバック」艦長、大西洋艦隊司令部参謀、「SSN-675 ブルーフィッシュ」艦長、1975年9月からの1977年7月までは大西洋艦隊司令部首席参謀およびNATO連合総司令官付き幕僚としてに勤務する。
その後、第7潜水隊司令を経て海軍作戦本部人事局潜水要員配分部員、1978年9月に海軍作戦次長付き潜水艦計画部員となる。
1980年2月に海軍少将に昇進。海軍作戦本部勤務が続いた後、1985年2月8日に第6艦隊司令官に就任しリビア爆撃に対処、1986年6月30日に海軍大将に昇進して大西洋艦隊司令官に就任、1988年11月22日のアメリカ大西洋軍司令官兼大西洋連合軍最高司令官に就任し、在任中はシドラ湾事件 (1989年)に対処する。
1990年6月29日に第24代海軍作戦部長に就任する。1990年8月2日にクウェート侵攻が発生し、砂漠の盾作戦が発動され湾岸戦争において海軍作戦で功績を挙げた。
前週に自宅で転倒した際に頭部を強打。その影響で2013年6月23日に死去した。

## テールフック事件とその顛末
湾岸戦争後の1991年9月に艦載機パイロット達をねぎらうためラスベガスで開催されたテールフック協会の年次シンポジウムに出席する（2時間の臨席）。翌月、シンポジウムに出席した90名の女性および男性士官が少なくとも100名以上の男性パイロット達など（シンポジウムの参加者は約4000名）からセクシャルハラスメントを受けた疑惑が持ち上がり、事の真相が明らかになるにつれ責任の追及が強まる（テールフック事件）。
疑惑と責任追及の流れの末、1992年6月26日にヘンリー・ギャレット3世海軍長官は辞任し、その後も事をめぐっての混乱が続く中、1993年1月2日にケルソーは海軍長官代行職に就くこととなる。ケルソーはビル・クリントン大統領に辞任することを申し出たが大統領はこれを拒絶した。バーバラ・ボクサー上院議員は上院議会の権限で海軍少将への降格をもって処罰するとしたが、最終的にはケルソーの反論とそれに同調した多くの上院議員の反対により、ケルソー本人が作戦部長の任期残り2ヶ月を残したまま早期退職をすることをもって解決する事となる。1994年4月23日に海軍作戦部長を退任、退職する。